# Bowling Green (Ohio)
Bowling Green település az Amerikai Egyesült Államok Ohio államában, Wood megyében, melynek megyeszékhelye is. Lakosainak száma 30 808 fő (2020. április 1.).

## Népesség
A település népességének változása:

| 2010 | 30 028 |
| 2020 | 30 808 |